# Società Sportiva Sambenedettese 1956-1957
Questa pagina raccoglie le informazioni riguardanti la Società Sportiva Sambenedettese nelle competizioni ufficiali della stagione 1956-1957.

## Stagione
Nella stagione 1956-1957 la Sambenedettese disputò il primo campionato di Serie B della sua storia.

## Divise
| 1ª maglia |

## Organigramma societario
Area direttiva
- Presidente: Domenico Roncarolo

Area tecnica
- Direttore sportivo: Lucio Palestini
- Allenatore: Bruno Biagini, poi Francesco Capocasale (dall'8 febbraio 1957)[2]

## Rosa
| N. |                   | Ruolo | Calciatore         |
| -- | ----------------- | ----- | ------------------ |
|    | Italia (bandiera) | P     | Biagio Dreossi     |
|    | Italia (bandiera) | P     | Enore Zanoni       |
|    | Italia (bandiera) | D     | Renato Alberti     |
|    | Italia (bandiera) | D     | Alberto Astraceli  |
|    | Italia (bandiera) | D     | Gastone Celio      |
|    | Italia (bandiera) | C     | Alberto Clementoni |
|    | Italia (bandiera) | C     | Romano Di Bari     |
|    | Italia (bandiera) | C     | Luciano Marchetti  |
|    | Italia (bandiera) | C     | Andreino Repetti   |
|    | Italia (bandiera) | C     | Domenico Rosati    |
|    | Italia (bandiera) | C     | Elio Rossi         |

| N. |                   | Ruolo | Calciatore        |
| -- | ----------------- | ----- | ----------------- |
|    | Italia (bandiera) | A     | Giuseppe Barbieri |
|    | Italia (bandiera) | A     | Angelo Buratti    |
|    | Italia (bandiera) | A     | Angelo Bortolon   |
|    | Italia (bandiera) | A     | Rino Di Fraia     |
|    | Italia (bandiera) | A     | Virginio Guidazzi |
|    | Italia (bandiera) | A     | Gabriele Moretti  |
|    | Italia (bandiera) | A     | Guglielmo Mecozzi |
|    | Italia (bandiera) | A     | Luciano Padoan    |
|    | Italia (bandiera) | A     | Walter Pizzi      |
|    | Italia (bandiera) | A     | Carlo Sartori     |

## Risultati

### Serie B

#### Girone di andata
| Arbitro: | Smorto (Reggio Calabria) |

|                     |           |  |
| Cancellieri 4’, 69’ | Marcatori |  |

| San Benedetto del Tronto 23 settembre 1956 | Sambenedettese    | 0 – 0 | Novara | Stadio Aldo e Dino Ballarin\| Arbitro: \| Grillo (Afragola) \| |
| Arbitro:                                   | Grillo (Afragola) |       |        |                                                                |

| Arbitro: | Fornari (Bologna) |

|            |           |  |
| Gritti 88’ | Marcatori |  |

| Arbitro: | Bartolomei (Roma) |

|                                       |           |                      |
| Barbieri 9’ Di Fraia 33’ Guidazzi 68’ | Marcatori | 22’ (rig.) Marchetto |

| Brescia 14 ottobre 1956 | Brescia             | 0 – 0 | Sambenedettese | Stadium di Viale Piave\| Arbitro: \| Baldassarre (Udine) \| |
| Arbitro:                | Baldassarre (Udine) |       |                |                                                             |

| Arbitro: | Guarnaschelli (Pavia) |

|  |           |                          |
|  | Marcatori | 2’ Ghiandi 43’ Maccacaro |

| Arbitro: | Smorto (Reggio Calabria) |

|             |           |             |
| Caprile 29’ | Marcatori | 88’ Buratti |

| Arbitro: | Annoscia (Bari) |

|             |           |             |
| Buratti 14’ | Marcatori | 56’ Barison |

| Arbitro: | Mori (Cremona) |

|  |           |                 |
|  | Marcatori | 50’, 78’ Buzzin |

| Arbitro: | De Marchi (Pordenone) |

|                                                       |           |             |
| Belcastro 21’ Smersy 52’ La Rosa 62’ Celio 85’ (aut.) | Marcatori | 28’ Buratti |

| Arbitro: | Righi (Milano) |

|             |           |                    |
| Sartori 30’ | Marcatori | 90’ (aut.) Dreossi |

| San Benedetto del Tronto 23 dicembre 1956 | Sambenedettese  | 0 – 0 | Cagliari | Stadio Aldo e Dino Ballarin\| Arbitro: \| Corallo (Lecce) \| |
| Arbitro:                                  | Corallo (Lecce) |       |          |                                                              |

| Modena 30 dicembre 1956 | Modena          | 0 – 0 | Sambenedettese | Stadio Comunale\| Arbitro: \| Ubezio (Novara) \| |
| Arbitro:                | Ubezio (Novara) |       |                |                                                  |

| Arbitro: | Coppa (Mariano Comense) |

|                                     |           |  |
| Buratti 42’ Padoan 69’ Di Fraia 79’ | Marcatori |  |

| Arbitro: | Gambarotta (Genova) |

|                            |           |             |
| Milani 25’, 59’ Borghi 69’ | Marcatori | 68’ Buratti |

| Arbitro: | Maghernino (San Severo) |

|                                   |           |  |
| Grisa 26’ Pantaleoni III 42’, 61’ | Marcatori |  |

| Arbitro: | Menchini (Udine) |

|             |           |              |
| Guidazzi 4’ | Marcatori | 47’ Convalle |

#### Girone di ritorno
| Arbitro: | Fornari (Bologna) |

|  |           |            |
|  | Marcatori | 85’ Bretti |

| Arbitro: | De Marchi (Pordenone) |

|                   |           |             |
| Piccioni 11’, 26’ | Marcatori | 32’ Sartori |

| Arbitro: | Caputo (Napoli) |

|                     |           |            |
| Guidazzi 73’ (rig.) | Marcatori | 82’ Gritti |

| Arbitro: | De Robbio (Torre Annunziata) |

|                                                      |           |              |
| Marchetto 1’, 51’ (rig.) Fioravanti 55’ Occhetta 77’ | Marcatori | 10’ Guidazzi |

| Arbitro: | Grillo (Afragola) |

|                        |           |               |
| Padoan 14’ Mecozzi 29’ | Marcatori | 50’ Gasparini |

| Arbitro: | Mori (Cremona) |

|                  |           |                     |
| Rossi 41’ (aut.) | Marcatori | 61’ (rig.) Guidazzi |

| Arbitro: | Ubezio (Novara) |

|                               |           |  |
| Padoan 5’ Guidazzi 62’ (rig.) | Marcatori |  |

| Arbitro: | Mori (Cremona) |

|             |           |             |
| Calegari 4’ | Marcatori | 61’ Buratti |

| Catania 31 marzo 1957 | Catania         | 0 – 0 | Sambenedettese | Stadio Cibali\| Arbitro: \| Caputo (Napoli) \| |
| Arbitro:              | Caputo (Napoli) |       |                |                                                |

| Arbitro: | Corallo (Lecce) |

|                         |           |  |
| Buratti 48’ Moretti 74’ | Marcatori |  |

| Arbitro: | Marangio (Roma) |

|                                                             |           |             |
| Castaldo 27’ Albertelli 31’ (rig.) Morbello 59’ Pratesi 69’ | Marcatori | 79’ Buratti |

| Arbitro: | De Robbio (Torre Annunziata) |

|           |           |             |
| Sanna 59’ | Marcatori | 40’ Mecozzi |

| Arbitro: | Coppa (Mariano Comense) |

|  |           |                         |
|  | Marcatori | 17’ Gaeta 73’ Scarascia |

| Arbitro: | Rebuffo (Milano) |

|  |           |              |
|  | Marcatori | 66’ Barbieri |

| Arbitro: | Alterio (Roma) |

|                                    |           |  |
| Barbieri 65’, 77’ Buratti 69’, 75’ | Marcatori |  |

| Arbitro: | Rigato (Mestre) |

|                          |           |                           |
| Buratti 43’ Barbieri 49’ | Marcatori | 54’ (rig.) Pantaleoni III |

| Arbitro: | Carbonelli (Brescia) |

|                                 |           |  |
| Erba 46’ Convalle 65’, 68’, 70’ | Marcatori |  |

## Statistiche

### Statistiche di squadra
| Competizione | Punti | In casa | In casa | In casa | In casa | In casa | In casa | In trasferta | In trasferta | In trasferta | In trasferta | In trasferta | In trasferta | Totale | Totale | Totale | Totale | Totale | Totale | DR  |
| Competizione | Punti | G       | V       | N       | P       | Gf      | Gs      | G            | V            | N            | P            | Gf           | Gs           | G      | V      | N      | P      | Gf     | Gs     | DR  |
| ------------ | ----- | ------- | ------- | ------- | ------- | ------- | ------- | ------------ | ------------ | ------------ | ------------ | ------------ | ------------ | ------ | ------ | ------ | ------ | ------ | ------ | --- |
| Serie B      | 29    | 17      | 7       | 6       | 4       | 22      | 14      | 17           | 1            | 7            | 9            | 10           | 31           | 34     | 8      | 13     | 13     | 32     | 45     | -13 |

### Statistiche dei giocatori[3]
| Giocatore     | Serie B  | Serie B |
| Giocatore     | Presenze | Reti    |
| ------------- | -------- | ------- |
| R. Alberti    | 5        | 0       |
| A. Astraceli  | 27       | 0       |
| G. Barbieri   | 29       | 5       |
| Bortolon      | 2        | 0       |
| A. Buratti    | 33       | 11      |
| G. Celio      | 32       | 0       |
| A. Clementoni | 30       | 0       |
| Di Bari       | 3        | 0       |
| R. Di Fraia   | 29       | 2       |
| B. Dreossi    | 29       | -?      |
| V. Guidazzi   | 33       | 6       |
| L. Marchetti  | 17       | 0       |
| G. Mecozzi    | 15       | 2       |
| Moretti       | 9        | 1       |
| L. Padoan     | 15       | 3       |
| W. Pizzi      | 2        | 0       |
| A. Repetti    | 9        | 0       |
| D. Rosati     | 28       | 0       |
| E. Rossi      | 19       | 0       |
| C. Sartori    | 3        | 2       |
| Zanoni        | 5        | -?      |